# Vonk (politieke organisatie)
Vonk is een Belgische marxistische politieke organisatie, behorend tot de International Marxist Tendency (IMT). Vonk werd in 1974 opgericht als de Belgische sectie van de Committee for a workers' international (CWI). Vonk heeft ook een Nederlandse afdeling.

## België
De organisatie vormt geen afzonderlijke politieke partij. De militanten van Vonk zijn (veelal) actief als lid van de socialistische partij Vooruit en/of de vakbond ABVV. In 1992 splitste een deel van Vonk zich af om een zelfstandige partij te vormen, de Linkse Socialistische Partij (LSP), welke in het CWI bleef. Vonk vormde toen met andere zusterorganisaties het "committee for a marxist international" dat later zijn naam veranderde in International Marxist Tendency (IMT).
Vonk geeft een maandblad uit met dezelfde naam die de Nederlandse vertaling is van Iskra, de socialistische sovjetkrant waaraan Vladimir Lenin en Lev Trotski meewerkten.
Een van de bekendste figuren binnen Vonk was Erik De Bruyn, de woordvoerder van sp.a rood, de linkervleugel binnen de sp.a. Hij verliet de partij echter in april 2011 (en richtte Rood! op), Vonk bleef ook actief binnen de sp.a.

## Nederland
Sinds mei 2012 is er ook een Nederlands tijdschrift met de naam Vonk, uitgegeven door Nederlandse aanhangers van de International Marxist Tendency. De Nederlandse sectie heeft echter sinds maart 2018, de naam Vonk naar Revolutie gewijzigd. Er is ook een Utrechtse afdeling opgezet, bekend als 'Marxistische Studenten Utrecht', waartoe een groep socialistische studenten behoren die actief zijn aan de Universiteit Utrecht, en in de arbeidersbeweging.